# Hofmillerstraße 30 (München)

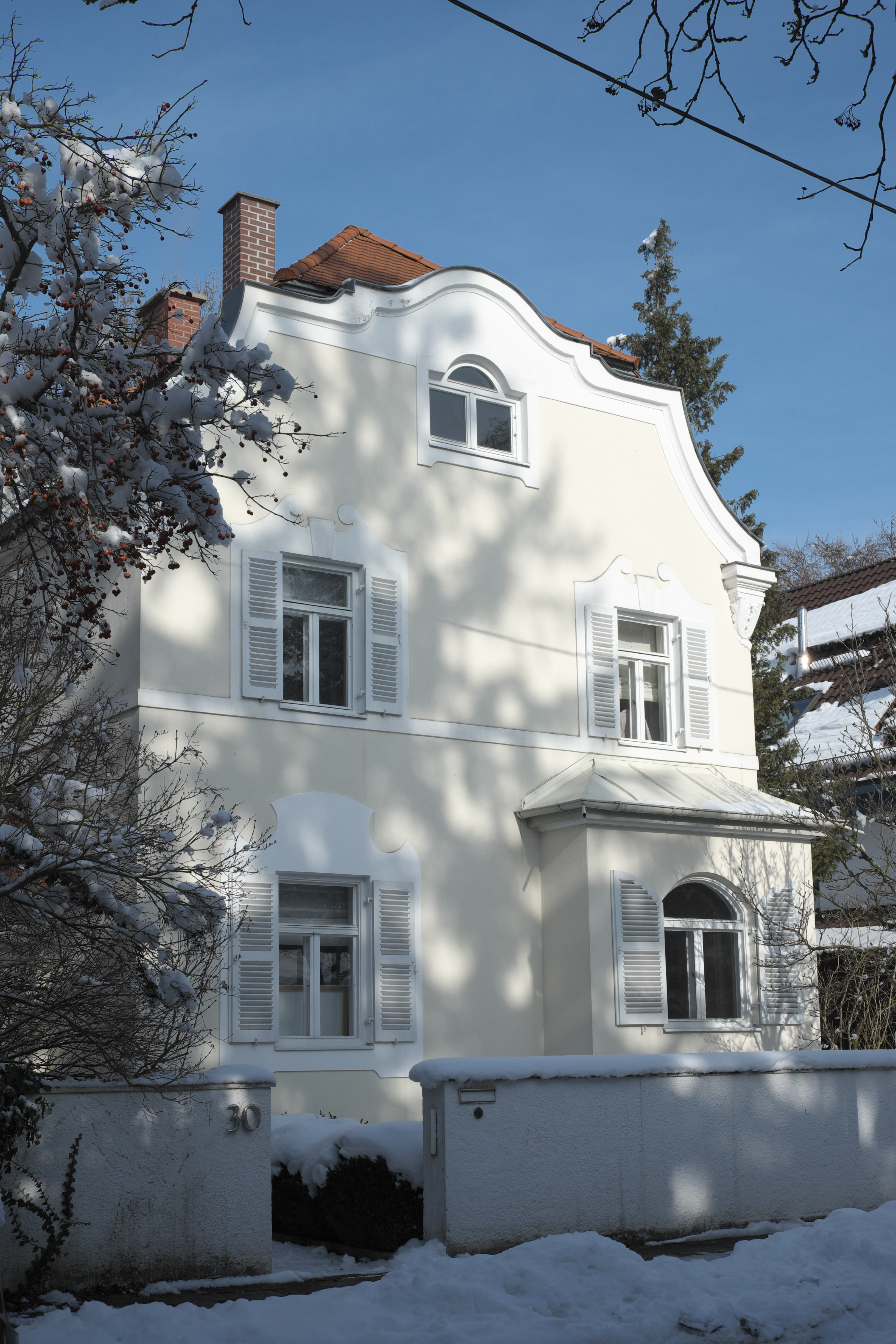
Haus Hofmillerstraße 30 in Obermenzing

Das Wohnhaus Hofmillerstraße 30 im Stadtteil Obermenzing der bayerischen Landeshauptstadt München wurde um 1900 errichtet. Die Villa an der Hofmillerstraße ist ein geschütztes Baudenkmal.
Der barockisierende Mansarddachbau wurde vermutlich vom Büro August Exter entworfen, da in der Villenkolonie Pasing II die Hausform mehrmals vorkommt. Das Gebäude besitzt einen geschwungenen und gebrochenen Giebel und einen straßenseitigen Erdgeschosserker.